# Tenshi no Tamago
Tenshi no Tamago (tiếng Nhật: 天使のたまご) là một OVA anime Nhật Bản phát hành bởi Tokuma Shoten vào ngày 15 tháng 12 năm 1985. Bộ phim là một sự cộng tác giữa mangaka nổi tiếng Yoshitaka Amano và đạo diễn Mamoru Oshii. Bộ phim nổi bật với rất ít các cuộc hội thoại bằng lời nói. Cốt truyện rải rác của nó cùng phong cách thị giác trực quan dẫn đến việc bộ phim được mô tả như "nghệ thuật hoạt hình hơn là một câu chuyện".

## Cốt truyện
Tenshi no Tamago xoay quanh cuộc sống của một cô gái trẻ vô danh, sống một mình trong một thành phố bị bỏ rơi. Cô gái quan tâm đến một quả trứng lớn - một vật mà cô hay giấu bên dưới chiếc váy của mình, cô bảo vệ nó trong khi tìm kiếm thức ăn và nước uống bên trong quang cảnh thành phố Kiến trúc Phục Hưng Gothic/ Art Nouveau đổ nát. Trong đoạn mở đầu, một chàng trai trông khá giống một người lính và không có tên đang quan sát một con tàu lớn có hình dạng một khối cầu từ từ lăn xuống ở trên bầu trời, được trang hoàng với hàng ngàn các công trình điêu khắc giống các nữ thần. Bị đánh thức bởi sự náo động của khối thiên thể hình cầu, cô gái bắt đầu chuỗi những ngày tìm kiếm của mình, nhưng không lâu sau khi băng qua con đường cô bắt gặp chàng trai đang du hành trên một chiếc xe tăng lưu động. Hoảng sợ trước chàng trai - người cầm theo một vũ khí hình chữ thập mang tính dọa nạt trên vai, cô gái đã chạy vào một con hẻm. Khi cô trở lại để xem xét, chàng trai đã rời đi. Cô lại tiếp tục tìm kiếm thức ăn và những chiếc bình thủy tinh, cô tránh xa khỏi các hình ảnh về những người đàn ông bất thường đang nắm chặt những cây lao - những thứ rải rác khắp nơi trên những con đường rải sỏi cuội.
Sau một lúc nghỉ ngơi để thưởng thức những thứ cô tìm được, cô gái nhận ra chàng trai và tiến lại gần anh ta. Anh quay lại và gây kinh ngạc khi đưa ra quả trứng của cô gái từ bên dưới chiếc áo choàng của mình; cô ấy đã không suy nghĩ kĩ khi làm rơi nó trên quảng trường - nơi cô đang ăn. Anh ta nhắc nhở cô rằng: "Giữ những điều quý giá bên cạnh em hoặc em sẽ mất chúng", và trả lại quả trứng. Khi được hỏi những gì cô tin tưởng là có bên trong quả trứng, cô gái khẳng định dứt khoát rằng sẽ không nói cho anh ta. Chàng trai sau đó đề nghị đập vỡ quả trứng để tìm hiểu những thứ bên trong, điều làm cô gái nổi giận và lèo lái cô ra khỏi việc bị công kích, cô chỉ sốt sắng khi bị sự đeo bám dai dẳng của chàng trai.
Cuối cùng, việc đuổi theo đã mở ra một con đường cho sự kết nối cả hai, giống như một nhà truyền giáo khắc kỷ tượng trưng cho mùa xuân với cuộc sống và làm sợ cô gái. Cuộc chạy đua của những người đàn ông đánh cá theo sau những cái bóng khổng lồ từ những con cá - giống như bộ cá vây tay, bơi ngang qua đường phố và bề mặt của các tòa nhà, việc bắn vồng cầu lao móc của họ chỉ găm vào được gạch và đá. Như khi những bóng ảo ảnh bơi trốn thoát, cô gái giải thích rằng trong khi các con cá biến mất, những người đàn ông vẫn còn dai dẳng trong cuộc đi săn. Cả hai người chờ đợi bên ngoài cuộc rối loạn đó ở bên trong một rạp chiếu phim - một nơi giống như nhà thờ rộng lớn bao la, được trang hoàng với những cánh cửa sổ bị nhuốm màu bởi những con cá.
Việc rời bỏ thành phố và hướng tới sự hòa giải của cô gái, cả hai người dừng lại ở bên trong công trình kiến trúc đồ sộ, trình diện như cái xác của một sinh vật biển thần thoại mắc cạn leviathan. Nhận thấy thuật chạm khắc một cái cây trên một trụ cột, chàng trai mô tả trong ký ức của anh về một cái cây tương tự lớn lên để giữ một quả trứng khổng lồ chứa một con chim đang ngủ - một hình ảnh được lộ ra ở đầu bộ phim. Khi cô gái hỏi giống như để tìm hiểu những thứ mà con chim mơ về, chàng trai thẳng thừng dứt khoát hỏi   nếu cô gái vẫn không nói cho anh ta những thứ bên trong quả trứng của cô. Cả hai trèo lên một hệ thống mảng cầu thang với những chiếc chai đựng nước - giống những thứ cô gái đã thu nhặt, đặt trên từng bậc lên xuống. Sự thêm cống vật mới nhất của cô gái vào dãy hàng những chiếc chai, cô gái và chàng trai ngẫm nghĩ về chứng quên của chính họ giống như để nhận diện và mục đích của họ. Chàng trai bắt đầu kể lại chi tiết câu chuyện Kinh Thánh về con tàu Noah, mô tả chi tiết về dòng lũ cuồn cuộn, những người sống sót của nó, và nghiên cứu của họ cho vùng đất bởi sự chờ đợi việc trở về của một con chim bồ câu. Câu chuyện chệch hướng xuống một sự quay vòng thuộc định mệnh khi chàng trai xác nhận rằng con chim đã không bao giờ trở lại chiếc thuyền lớn, và như thế những hành khách của nó đã quên đi lý do vì sao họ khởi hành trên con tàu này, quên về nền văn minh bị chìm lụt phía dưới, và mất đi tất cả mối liên kết với những người - họ là như thế nào.
Chàng trai trầm ngâm hỏi cô gái nếu chính bản thân họ hoặc bất kì những thứ của thế giới kì lạ mà họ sống bên trong thực sự tồn tại, và nếu nó đơn thuần là một ký ức giống như tưởng tượng của anh ấy về một con chim đang ngủ. Cô gái đột ngột nhấn mạnh rằng con chim có tồn tại, và dẫn dắt anh ta xuống những hành lang của hóa thạch cổ xưa để đến một căn phòng giống như một nhà thờ nhỏ. Chàng trai nhìn vào bên trong kinh ngạc; chống lại các bức tường phía xa là bộ xương hóa thạch của một thiên thần. Cô gái giải thích mục đích của cô ấy nhằm ấp quả trứng và trả lại nó cho "con chim" cô đã nhìn thấy. Chàng trai nghiêm túc giải thích điều này là những cái anh ta đã nghi ngờ sau tất cả từ trước tới giờ.
Sau đó, cả hai người làm bản thân chính họ tức giận bên trong sự hòa giải của cô gái, thứ được phát giác là một con tàu lớn được dựng lên bằng những cột tháp. Khi cô gái chìm vào giấc ngủ, cô nói với sinh vật bên trong quả trứng (tương lai cùng nhau của họ) của cô. Thế giới bên ngoài là những cơn mưa nặng hạt tàn phá thành phố và trận lụt tràn trên những con đường. Trong khi cô gái đang quay lưng lại với quả trứng trong giấc ngủ của mình, chàng trai cầm lấy nó và kéo lên thật cao vũ khí hình chữ thập của anh ta để đập vỡ nó. Thức tỉnh vào ngày hôm sau, cô gái phát hiện ra mảnh vỡ từ quả trứng của mình và tiếng la hét vọng ra thống thiết đau khổ. Mục đích giáp mặt với chàng trai, cô chạy từ con tàu và đuổi theo anh ta xuyên qua những cánh rừng, nhưng bất thình lình lao mình vào trong hẻm núi sâu và chìm xuống. Ở dưới làn nước, cô gái biến đổi vào bên trong một người phụ nữ trưởng thành trước khi phóng thích những hơi thở cuối cùng, thứ trồi lên trên bề mặt mặt nước giống như một tổ hợp vô số những quả trứng nhấp nhô.
Giống như cơn mưa bất chợt dịu đi, những cái cây đang giữ những quả trứng giống với những thứ đã được mô tả trước đây bởi chàng trai đưa tới rải rác xuyên suốt vùng đất. Chàng trai đứng trước một cái hồ lớn, rác rưởi bừa bãi với những bộ lông vũ, dường như một con thuyền lớn hình cầu đang từ từ nổi lên từ phía dưới lòng biển. Trong số hàng ngàn bức tượng trang hoàng con thuyền là một sự nổi bật mới: hình ảnh một cô gái ngồi bình thản trên một ngai vàng và đang âu yếm quả trứng trong lòng cô ấy. Màn ảnh chầm chậm lia ra bên ngoài để tiết lộ rằng vùng đất của bãi biển, khu rừng cùng với thành phố là một phần của một hòn đảo nhỏ và cô độc trong một vùng biển rộng lớn mênh mông, biểu lộ không khác gì như một thân tàu thủy của một con tàu bị đổ nhào.